# ألينا تشانغ
ألينا تشانغ (بالصينية: 張萌) هي ممثلة صينية، ولدت في 6 مارس 1981 في تيانجين في الصين.